# Planodema scorta
Planodema scorta là một loài bọ cánh cứng trong họ Cerambycidae.